# جون بيركت
جون بيركت (بالإنجليزية: John Burkett) هو لاعب البولنغ ‏ أمريكي، ولد في 28 نوفمبر 1964 في نيو برايتون في الولايات المتحدة.

## وصلات خارجية
- جون بيركت على موقعبيزبول رفرنس.كوم (الدوري الرئيسي) (الإنجليزية)
- جون بيركت على موقعبيزبول رفرنس.كوم (الدوري الثانوي) (الإنجليزية)
- جون بيركت على موقع مشجعي الرسوم البيانية (الإنجليزية)